# Пырьях (река)
Пырьях (уст. Пырь-Ях) — река в Ханты-Мансийском автономном округе России. Устье реки находится в 25 км по правому берегу Северной протоки, впадающей в Обь. Длина реки — 111 км, площадь водосборного бассейна — 595 км².

## Данные водного реестра
По данным государственного водного реестра России относится к Верхнеобскому бассейновому округу, водохозяйственный участок реки — Обь от города Нефтеюганск до впадения реки Иртыш, речной подбассейн реки — Обь ниже Ваха до впадения Иртыша. Речной бассейн реки — (Верхняя) Обь до впадения Иртыша.